# Podblica
Podblica je naselje u slovenskoj Općini Kranju. Podblica se nalazi u pokrajini Gorenjskoj i statističkoj regiji Gorenjskoj. 

## Stanovništvo
Prema popisu stanovništva iz 2002. godine naselje je imalo 115 stanovnika.